# 丹尼斯·A·海斯
丹尼斯·A·海斯（英語：Denis Allen Hayes，1944年8月29日—）是一位美国环保活动家和太陽能發電倡导者，组织了1970年的首届世界地球日（Earth Day）并创建了地球日联盟（Earth Day Network）。